# Sonorelix avawatzica
Sonorelix avawatzica är en snäckart som först beskrevs av S. S. Berry 1930.  Sonorelix avawatzica ingår i släktet Sonorelix och familjen Helminthoglyptidae. Inga underarter finns listade i Catalogue of Life.